# Paulo Caetano
Paulo Jorge Padrão Caetano (Almada, Almada, 1 de fevereiro de 1959) é um cavaleiro tauromáquico e equitador português.
Com apenas três anos começou a aprender a montar a cavalo, pela mão do seu tio, o equitador Fernando Metzner Serra.
Depois, seguiu a sua aprendizagem na equitação, tendo como instrutores João Diogo Parreira Cano e George Black, mais conhecido como visconde da Corte.
Sem antecedentes familiares na tauromaquia, contou com o apoio decisivo do bandarilheiro António Cipriano «Badajoz», para iniciar o seu percurso como cavaleiro tauromáquico amador.
A sua estreia deu-se no ano de 1973, em Campelos, concelho de Torres Vedras.
Já na qualidade de cavaleiro praticante — com provas prestadas na praça de Almeirim, em 1977, — estabeleceu-se em Espanha, onde atuou quase exclusivamente nas temporadas de 1978 a 1980. Nesses anos partilhou espetáculos com os principais rejoneadores do país vizinho: Manuel Vidrié, Álvaro Domecq Romero, Angel e Rafael Peralta; e com outros dois jovens cavaleiros portugueses que já então se afirmavam dentro e fora de Portugal: João Moura e Manuel Jorge de Oliveira.
Em 1979, o desempenho de Paulo Caetano na importante Corrida da Imprensa, realizada na Monumental do Campo Pequeno, impulsionou a sua passagem a cavaleiro profissional. 
A alternativa ocorreria em Santarém, a 15 de junho de 1980, numa Corrida TV, organizada pela Casa do Pessoal da RTP na Monumental Celestino Graça. Lidando-se um curro de toiros Palha, foi padrinho da alternativa José João Zoio e testemunha Manuel Jorge de Oliveira.
Logo na temporada seguinte, apresentou-se na Monumental de Las Ventas, em Madrid, em 1981.
Numa corrida inédita, lidou em solitário seis toiros da sua própria ganadaria, na Monumental do Campo Pequeno, a 27 de junho de 1996.
De novo no Campo Pequeno, em 7 de agosto de 1997, partilhou com José Tomás o cartel da corrida em que este matador debutou em Portugal, com toiros de Herdeiros de Conde Cabral.
Voltaria à arena lisboeta a 9 de agosto de 2012, para realizar a sua última atuação como cavaleiro de alternativa, numa corrida em que também atuaram João Moura Caetano, bem como o matador Victor Mendes e o novilheiro Manuel Dias Gomes, com toiros de Passanha e Oliveira, Irmãos.
Além do seu percurso como cavaleiro, Paulo Caetano é também, desde os anos 1980, ganadeiro e coudeleiro, em ambas as situações com um ferro que leva o seu nome. 
Além disso, prossegue atividade como instrutor de equitação, ministrando ações de formação deste desporto em Portugal e no Brasil
Publicou o livro 35 anos a cavalo (2010).
Em 2016 foi publicado o livro Paulo Caetano 35 anos de Alternativa, 35 histórias, da autoria de Leonor Barradas e Marco Gomes.
É pai do cavaleiro tauromáquico João Moura Caetano e da equitadora de alta competição Maria Caetano; ambos igualmente ganadeiros, com a divisa Irmãos Moura Caetano.